# Ромблон (остров)
Ромблон (таг. Romblon) — один из трёх крупнейших островов провинции Ромблон на Филиппинах. Два других острова — Сибуян и Таблас. На нём расположен одноимённый административный центр, где сосредоточены правительственные учреждения провинции. Площадь — 83,33 км², население — 37 544 человек по переписи 2010 года, 38 758 человек по оценке 2015 года.

## География
Остров Ромблон находится почти в центре моря Сибуян, вместе с остальными соседними островами, и входит в островную группу Лусон. Остров имеет небольшие размеры, по протяжённости — 15 км. От Манилы находится на расстоянии 270 км.

## Факты
- На острове Ромблон находится географический центр Филиппинского архипелага[2].